# Bothrorrhina perrieri
Bothrorrhina perrieri är en skalbaggsart som beskrevs av Pouillaude 1914. Bothrorrhina perrieri ingår i släktet Bothrorrhina och familjen Cetoniidae. Inga underarter finns listade.